# Nemoura peristeri
Nemoura peristeri är en bäcksländeart som beskrevs av Aubert 1963. Nemoura peristeri ingår i släktet Nemoura och familjen kryssbäcksländor. Inga underarter finns listade i Catalogue of Life.